# Asaperda rufa
Asaperda rufa là một loài bọ cánh cứng trong họ Cerambycidae.